# Martinice (Kroměříži járás)
Martinice település Csehországban, Kroměříži járásban. Martinice Zahnašovice, Žeranovice, Horní Lapač, Holešov, Přílepy és Lukoveček településekkel határos. Lakosainak száma 850 fő (2024. január 1.).

## Népesség
A település lakosságának változását az alábbi diagram mutatja:
| Lakosok száma | 433  | 514  | 571  | 521  | 590  | 657  | 760  | 773  | 818  | 850  |
|               | 1869 | 1890 | 1921 | 1950 | 1980 | 2001 | 2017 | 2019 | 2022 | 2024 |